# شازية سكندر
ولدت شازية سكندر عام 1969 في لاهور بباكستان، وهي فنانة باكستانية أمريكية. تعمل سكندر عبر مجموعة متنوعة من الوسائط، بما في ذلك الرسم والطلاء وصناعة الطباعة والرسوم المتحركة والتركيب والأداء والفيديو.
تعيش سكندر حاليًا وتعمل في مدينة نيويورك.

## التعليم
درست سكندر في كلية لاهور الوطنية للفنون بباكستان، حيث درست النظام التقليدي للمنمنة الفارسية. حصلت على بكالوريوس الفنون الجميلة في عام 1991، وانتقلت إلى الولايات المتحدة ولازمت كلية رود آيلاند للتصميم (RISD)، وحصلت على درجة الماجستير في الفنون الجميلة للرسم وصناعة الطباعة في عام 1995.

## العمل المبكر والمنمنمات
كطالبة جامعية في لاهور، درست شازية سكندر تقنيات المنمنة الفارسية والمغولية، وغالبًا ما تدمج بين الأشكال التقليدية لأنماط وثقافة المغول الإسلامية وراجبوت الهندوسية. يتطلب الشكل التقليدي للمنمنة قياسات متساوية من الضبط والإيماءات والتعبير من أجل تنفيذ طبقة دقيقة من الألوان والتفاصيل. من الناحية التركيبية، تقدم اللوحات المصغرة (المنمنة) عرضًا موسعًا للصور الملونة بما في ذلك الأشكال البشرية والحيوانات والأنماط والأشكال والنقاط وخطوط الربط، وغالبًا ما تنخرط المنمنة في تعقيدات السياق، مثل السرد الديني ومشاهد المعارك وحياة القصر. قامت سكندر بدمج تقنيات وأشكال اللوحة التقليدية المصغرة، بالاعتماد على طبقات الصور والاستعارة لتحفز عملها. تُظهر رسوماتها نوعية من التحوّل المستمر، مما يوفر تعقيدًا مع تحولات لا نهاية لها في الملاحظة والإدراك، كما تفكك تركيبة سكندر المعقدة الافتراضات الهرمية وتفسد فكرة الهوية الفردية والأشكال الثابتة. يفسر النهج المتزايد للتحول المستمر علاقة سكندر بعالم دائم التغير تتفاعل فيه المجتمعات المتعارضة.
ذا سكرول هي عبارة عن لوحة مخطوطات نصف سيرة ذاتية تضمنت فيها سكندر عناصر رسمية من لوحة المخطوطات التاريخية، كما تعرض مشاهد للحياة الباكستانية المعاصرة اليومية، بما في ذلك الطقوس التي تستكشف التقاليد الثقافية والجغرافية. تظهرذا سكرول العديد من درجات الألوان والأنماط والحوادث، والتي تبين اهتمام سكندر بالتفاصيل الصغيرة ولوحات الألوان الصامتة وفهم العناصر المعمارية بجانب العلاقات الداخلية للثقافة المحلية. يُعتبر استخدام الرسم المنظوري ملحوظًا بشكل متزايد، حيث يُظهر حركة خطية للتكوين، ويُظهر أيضًا الاهتمام المشترك للاقتصاد والإمبريالية والاستعمار والجنسية والهوية واضحة أيضًا في لوحات سيكندر المبكرة.
إن اهتمام سكندر بالتفاصيل والشكليات يساعد في وضع سياق لوحاتها المصغرة، وينبع من الاهتمام بالعمل والعمليات والذاكرة. تشتمل اللوحات السابقة أيضًا على عناصر من جوبي، أو رعاة البقر الإناث، وأيضًا عشاق الإله كريشنا في الأساطير الهندوسية، في حين تُصور شخصيات الرجال على أنهم محاربون يرتدون عمامة. صُورت جوبي في اللوحات المصغرة المبكرة لـ سكندر لتحديد الأشكال المرئية والرمزية داخل منمنة لها القدرة على توليد معاني متعددة، ويمكن رؤية استخدام شازية سكندر الأكثر أهمية لجوبي في سلسلة من الرسومات والرسوم المتحركة الرقمية من عام 2003 بعنوان "spinn". تستكشف سكندر العلاقة بين الحاضر والماضي، بما في ذلك ثراء الهويات متعددة الثقافات، ويدعو عملها -بالتكامل مع كل من التاريخ الشخصي والاجتماعي- إلى معانٍ متعددة، تعمل في حالة من التقلب المستمر والانتقال.

## الرسوم المتحركة الرقمية
على غرار لوحاتها المصغرة، تعتمد سكندر على عملية الطبقات لإنشاء الرسوم المتحركة الرقمية. تساعد العناصر الرسمية للتقنية والطبقات وحركة الرسوم المتحركة الرقمية على فصل مطلق التناقضات مثل الغربي وغير الغربي، الماضي والحاضر، المصغر والنطاق. تشرح سكندر تقديرها لعملية الطبقات في الرسوم المتحركة الرقمية، مما يسمح للقصة بالبقاء معلقةً ومفتوحةً لإعادة التفسير. تعتبر سكندر صبورة للغاية في عملها، وبعضها يستغرق شهوراً أو سنوات حتى ينتهي.
تقول سكندر: "أجد هذا الموقف طريقة مفيدة للتنقل في المواقف الثقافية والاجتماعية السياسية المعقدة وغالبًا ما تكون متجذرة والتي تغمرنا أربع وعشرين ساعة يوميًا، سبعة أيام في الأسبوع."

## فن الأداء والمنشآت
كفنانة مسلمة، غالبًا ما اضطرت سكندر لتحمل الصور النمطية بين مجتمعها، حيث يغطي الحجاب (وهو وشاح ترتديه النساء المسلمات في كثير من الأحيان) الشعر والعنق ويرمز إلى الدين والأنوثة على حد سواء. غالبًا ما تشير اللوحات المصغرة لسكندر إلى الحجاب، وتستكشف تاريخها الديني وهويتها الثقافية. في قطعة عرض، ارتدت سكندر حجابًا مفصلًا متقنًا لعدة أسابيع أثناء توثيق رد فعل زملائها. توضح سكندر أن الحجاب منحها إحساسًا بالأمان في نهاية المطاف، موضحةً أنه كان من الرائع أن لا يرى الناس لغتها في الوجه أو الجسد، وفي نفس الوقت تكون مسيطرة ولا يعرف زملائها أنها تعمل وتتحقق من رد فعلهم.
تخيُّل وتاريخ الحجاب المسلم التقليدي يحدث في جميع مؤلفات سكندر، وتُذكّر أعمالها الأكبر بممارسة هندية تعود إلى قرون، حيث ترسم النساء رسومات بانتظام في جميع أنحاء جدران وأرضيات منازلهن باستخدام حركات إيمائية لكامل الجسم، كما تستخدم سكندر رسومات كبيرة كأساس لمنشآتها الكبيرة الحجم، والتي تتطلب غالبًا أشهر لاستكمالها.
يضم نيمسيس - وهو موقع مخصص للتركيب في متحف ومعرض الفنون في فرانسيس يانج تانج- لوحات تشبه الجواهر بحجم يتراوح بين 6 و 8 بوصات ورسمتان متحركتان.

## الجوائز والزمالات
- 1995-1997 - زمالة كور- مدرسة جلاسيل للفنون- متحف الفنون الجميلة- هيوستن
- 1997- جائزة مؤسسة لويس كومفورت تيفاني
- 1998- جائزة جوان ميتشل
- 1999- جائزة الإنجاز الجماعي الإبداعي لنساء جنوب آسيا
- 2003- جائزة الثناء- مكتب العمدة - مدينة نيويورك
- 2005- منصب المحاضر جنيفر هاورد كولمان والإقامة المتميزة
- 2005 - تمام الامتياز- وسام الشرف الوطني - حكومة باكستان
- 2006 - زمالة مؤسسة جون دي وكاثرين تي ماك آرثر
- 2006- القائد العالمي الشاب- المنتدى الاقتصادي العالمي
- 2008- جائزة أفضل فنان في مجال الفنون الأدائية والبصرية التي قدمتها جوائز التميز لجنوب آسيا
- 2009- زمالة مؤسسة روكفلر بيلاجيو للفنون الإبداعية
- 2012- وسام وزارة الخارجية الأمريكية للفنون - الفن في السفارات - وزارة الخارجية الأمريكية